# 宮古島市立下地中学校
宮古島市立下地中学校（みやこじましりつ しもぢちゅうがっこう）は、沖縄県宮古島市にある市立中学校。

## 通学区域
与那覇、上地、洲鎌、入江、嘉手苅、高千穂、川満、来間